# SD kartica
Secure Digital (SD) je spominska kartica majhnega formata, ki so jo za potrebe prenosnih elektronskih naprav razvila podjetja Panasonic, SanDisk in Toshiba. Trenutno so SD kartice široko uporabljane v digitalnih fotoaparatih, kamkorderjih, mobilnih telefonih, prenosnih medijskih predvajalnikih, GPS-ih itd. Standardne kapacitete SD cartic se gibljejo med 1 MB do 4 GB. Razpon kapacitete za SDHC kartice (z visoko kapaciteto) se prekriva in začenja pri 4 GB, vendar dosega do 32 GB (od polovice leta 2009). SDXC (Secure Digital card eXtended Capacity) je nova specifikacija, najavljena leta 2009, in omogoča kapaciteto kartic do 2 TB.